# Vanajavesi
Vanajavesi eller Vanaja (svenska: Vånå) är en sjö i kommunerna Ackas, Valkeakoski, Tavastehus, Hattula och Lembois i landskapen Birkaland och Egentliga Tavastland i Finland. Sjön är centralsjön i Vånåstråten inom Kumo älvs vattendrag i Tavastland. Den är en hybrid av älv och sjö och sträcker sig från gränsen mellan Tavastehus och Janakkala genom Vanajavesidalen mot sjön Pyhäjärvi söder om Tammerfors. Huvuddelen av sjön, fjärden Vanajanselkä, är 20 km lång och 15 km bred. Fjärden ligger inom Hattula, Kalvola och Valkeakoski kommuner. Sjön ligger 79,4 meter över havet. Den är 23,89 meter djup. Arean är 166,31 kvadratkilometer och strandlinjen är 531,391 kilometer lång. Den ligger omkring 30 km sydöst om Tammerfors, vid Tavastehus och omkring 100 km norr om Helsingfors. 
Vanajavesi är Egentliga Tavastlands landskapssjö.

## Historia
För 10 000 år sedan var Vanajavesi en vik i Ancylussjön. För ca 8 500 år sedan avstängdes viken på grund av landhöjning till en egen sjö. Vattenarealens storlek och vattennivåns höjd har varierat både av naturliga orsaker och mänskliga faktorer. Landhöjningen har varit snabbare i nordvästra området kring åfåran mellan Vanajavesi och Pyhäjärvi än på övrigt håll i Vanajavesi-området. Detta ledde till att vattennivån steg snabbare vid stränderna i Janakkala−Hattula (Vanajavesidalen). Vattennivån är nu ca 10 m högre än då Vanajavesi blev en egen sjö. Rester av trädstammar kan därför hittas djupt under tjocka lager av torv och dy.
På 1700-talet rensade man forsen Kuokkalankoski för att minska risken för översvämningar. Arbetet med att rensa forsen i nordväst fortsattes flera gånger under 1800-talet. Vattennivån sjönk med 3 meter och på 1930-talet var den 81 m ö.h. Sjön hade då en vattenareal på nästan 180 km². Den fortsatta regleringen av vattenståndet ledde till att vattennivån nu är 79,4 m ö.h. (med en tillåten varians på 78,9−79,8 m ö.h.). Den nuvarande arealen är nästan 120 km². Det finns ca 90 öar i sjön. Den största av öarna heter Retulansaari och ligger vid den östra stranden. Vattendjupet är i genomsnitt 8 m och det största djupet är 24 m.

## Flora
Stränderna kring Vanajavesi täcks av frodig grönska. Jättegröe är den dominerande vattenväxten vid grunda stränder. Under förra seklet planterades växten längs stränderna i Janakkala med foderproduktion i tankarna. Senare spreds den aggressivt längs sjöns stränder och har nu nästan slagit ut de ursprungliga lokala strandvattenväxterna såsom bladvass.
Såväl utsläppen från kommunala reningsverk som till exempel det fiberrika avfallsvattnet från pappersindustrin i Valkeakoski ledde till att Vanajavesi övergöddes. Trots att reningsprocesserna har förbättrats är sjön fortfarande övergödd. Tecken på det är den rikliga förekomsten av sådana arter som andmat, dyblad, hornsärv och kransslinga. Ett tecken på att vattenkvaliteten håller på att förbättras är att sköldmöjan blir allt vanligare.
Klibbalen är den karakteristiska trädarten vid stränderna. Vid sidan av alarna hittar man på sina håll även vresalmar – en utrotningshotad trädart, inte bara lokalt utan i hela Finland. För att ett almfrö skall gro, bör det ligga i blöt i översvämningsvatten. Regleringen av vattennivån i sjön har lett till att översvämningar är sällsynta. Kulturlandskapet har förändrats än mer drastiskt av rationaliseringarna inom jordbruket. Kreaturen går inte längre ut på bete vid stränderna. Därmed har många ettåriga växter, som sjöranunkel, svärdslilja och vattenfräne, försvunnit.

## Fauna

### Fåglar
Måsarna hör till de vanligaste fågelarterna vid fjärden Vanajavesi. Skratt- och fiskmås utgör de vanligaste måspopulationerna. Silltrutsbeståndet gallras troligen ut av gråtrutarna. Både vattenreglering och båtliv stör häckandet för silltrutar respektive storlommar, vilket leder till en reducering av bestånden. Andra fågelarter vars förekomst märkbart har minskat är bland annat stare och storspov.
Sjön besöks av mången havsfågelart. Häckande arter är bland annat havstrut och knölsvan. Storskarvar och skräntärnor har regelbundet skådats vid sjön. Flyttfåglar som alfåglar, rödbenor och sjöorrar vilar ofta vid sjön under vår- och höstflyttningen.

### Fiskar
Abborre, braxen, gös och ål hör till de viktigaste matfiskarna i Vanajavesi. Ålen hör inte till de ursprungliga fiskarterna, utan den är planterad i sjön. De sista malarna fångades i Finland i mitten på 1800-talet ur Kernala sjö, som avvattnas till Vanajavesi.